# 山梨県道28号北杜八ヶ岳公園線
山梨県道28号北杜八ヶ岳公園線（やまなしけんどう28ごう ほくとやつがたけこうえんせん）は、山梨県北杜市須玉町から同市大泉町に至る県道（主要地方道）である。

## 概要
北杜市須玉町から長坂インターチェンジを経て、途中分岐し八ヶ岳牧場方面および清里方面へと至る。清里方面への道路は清里高原道路の愛称がある。
中央自動車道長坂インターチェンジから清里方面へのアクセス道路として整備された。北杜市大泉町の高原大橋入口交差点を境に分岐し、清里方面への路線は清里高原有料道路として整備された。現在は無料開放されている。
沿線には別荘地やペンションなどが建ち並ぶ。中央自動車道から大泉高原や清里高原へのアクセスにおいて重要な役割を担う路線である。
路線は八ヶ岳に向かっているため傾斜が激しい。また、国道141号と併走する形になっているが、曲線が少なく、川俣川を八ヶ岳高原大橋で越える当路線の方が、清里へのアクセスに関して利用しやすいとされる。
2004年（平成16年）11月1日に山梨県北巨摩郡須玉町が合併により北杜市となったことに伴い、路線名が須玉八ヶ岳公園線から現在の北杜八ヶ岳公園線に変更された。

### 路線データ
- 起点：山梨県北杜市須玉町若神子御所前（若神子上交差点＝山梨県道601号増富若神子線・山梨県道619号箕輪須玉線・山梨県道621号須玉中田線交点）
- 終点
  - 山梨県北杜市大泉町西井出石堂（天女山入口交差点、山梨県道11号北杜富士見線・山梨県道620号天女山公園線交点）
  - 山梨県北杜市（清里トンネル東交差点＝国道141号交点）
- 延長：約12.5 km（高原大橋入口交差点迄）
  - 天女山方面区間：約3.5 km
  - 清里方面区間：約4.5 km

## 地理

### 通過する自治体
- 山梨県
  - 北杜市

### 交差する道路

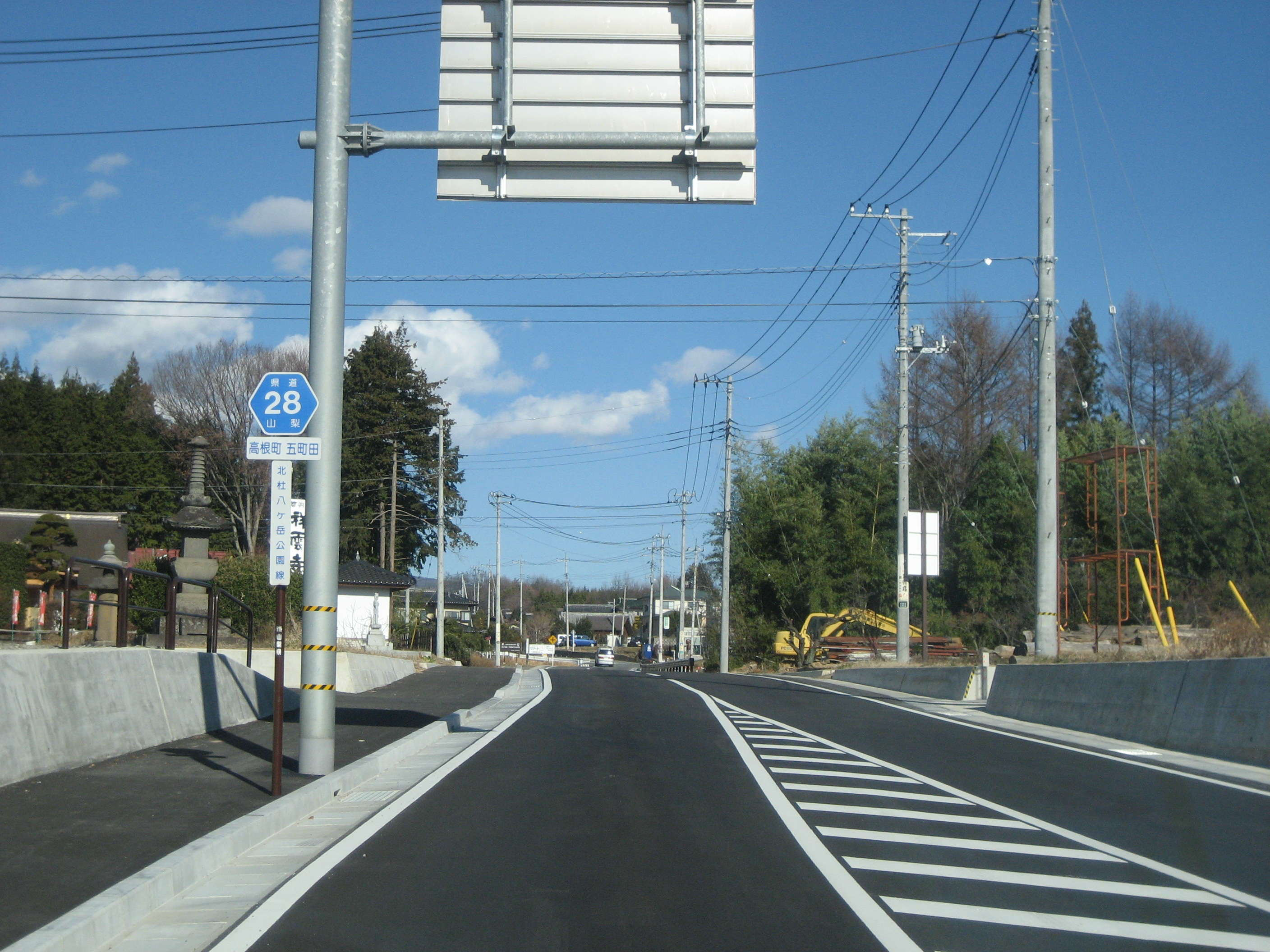
北杜市内

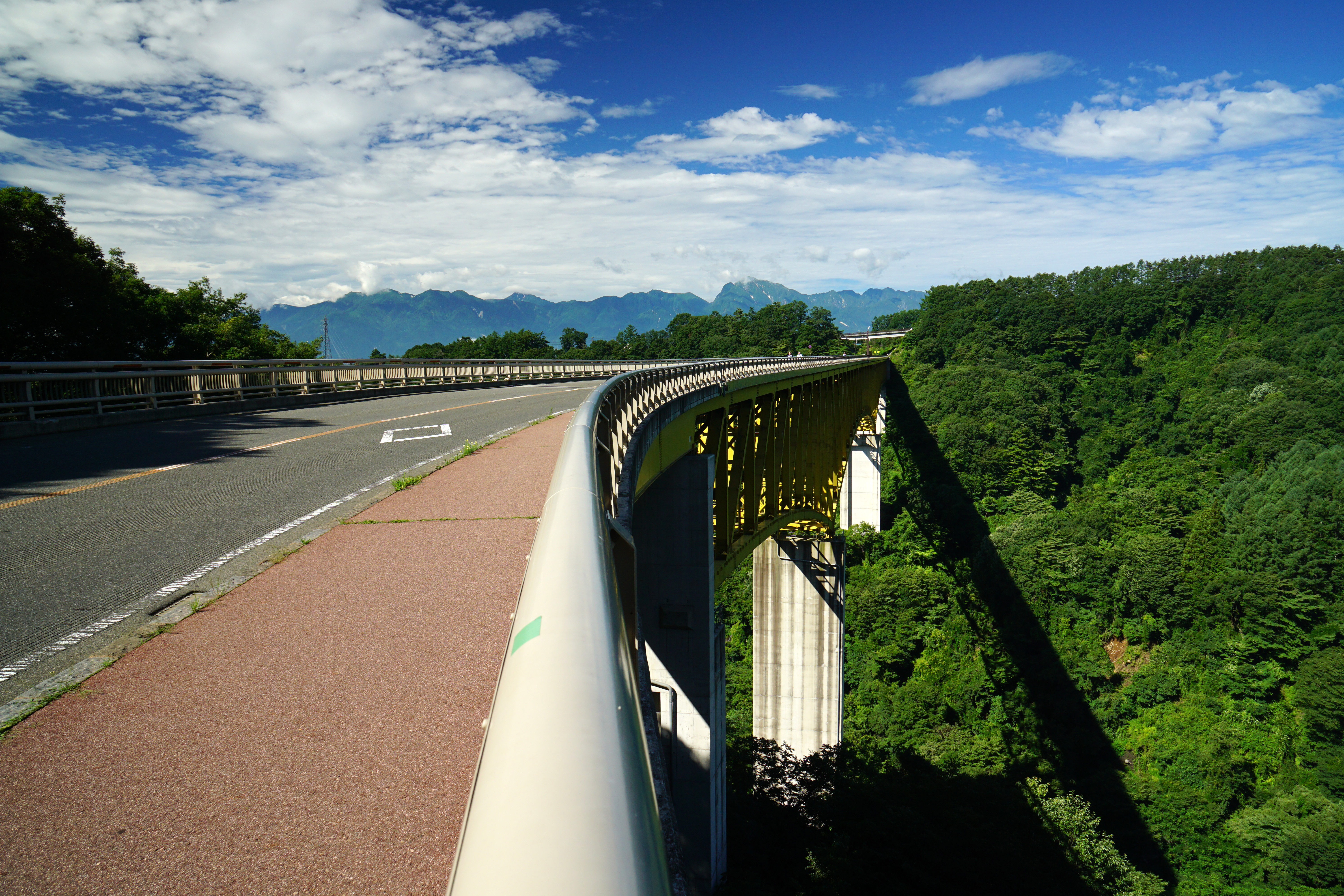
八ヶ岳高原大橋

- 山梨県道601号増富若神子線・山梨県道619号箕輪須玉線・山梨県道621号須玉中田線（北杜市須玉町若神子・若神子上交差点、起点）
- 国道141号（北杜市須玉町若神子・西川橋西詰交差点）
- 山梨県道32号長坂高根線（北杜市高根町五町田・五町田交差点）
- 山梨県道608号長沢小淵沢線（北杜市大泉町・若林交差点）
- 山梨県道28号北杜八ヶ岳公園線 支線（北杜市大泉町西井出）
- 山梨県道11号北杜富士見線（北杜市大泉町・天女山入口交差点、終点）

支線
- 山梨県道28号北杜八ヶ岳公園線（北杜市大泉町西井出）
- 山梨県道11号北杜富士見線（北杜市高根町清里）
- 国道141号（北杜市高根町・清里トンネル東交差点）【北緯35度55分26.2秒 東経138度26分23.9秒 / 北緯35.923944度 東経138.439972度】

### 沿線
- 北杜市立須玉小学校
- 北杜市役所 須玉総合支所
- 北の杜聖苑
- 北杜市立高根西小学校
- 中央自動車道 長坂インターチェンジ
- 八ヶ岳ロイヤルホテル
- 天女山入口交差点方面
  - 甲斐大泉駅
  - 甲斐大泉温泉パノラマの湯
  - 大開簡易郵便局
  - 天女山
- 清里トンネル東交差点方面
  - 八ヶ岳高原大橋
  - 丘の公園清里ゴルフコース
  - アクアリゾート清里
  - 清里ポーセリンミュージアム
  - キープ自然学校
  - 清里駅
  - 清里ユースホステル
  - 清里の森